# Tarbolton Parish Church

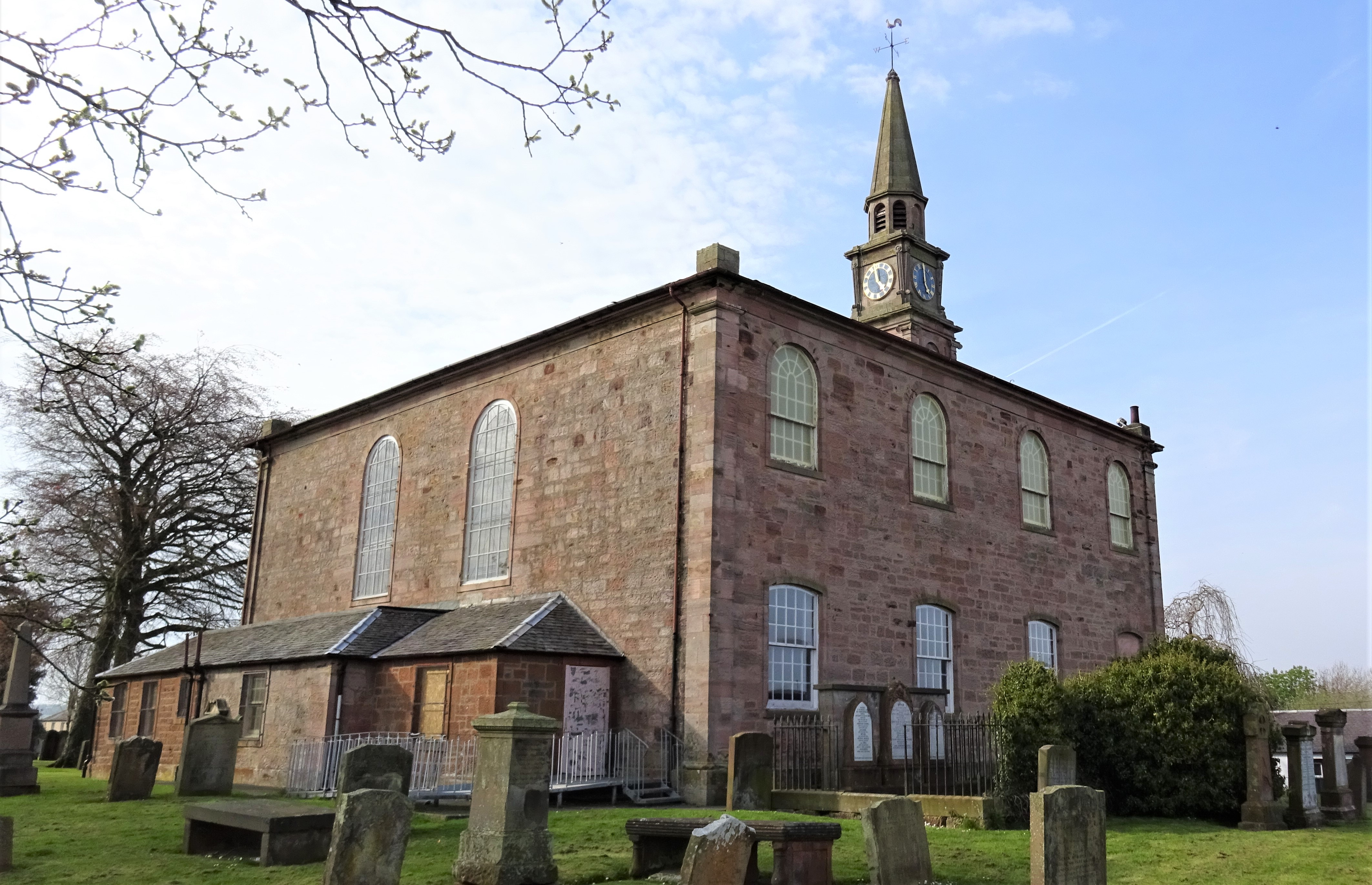
Tarbolton Parish Church

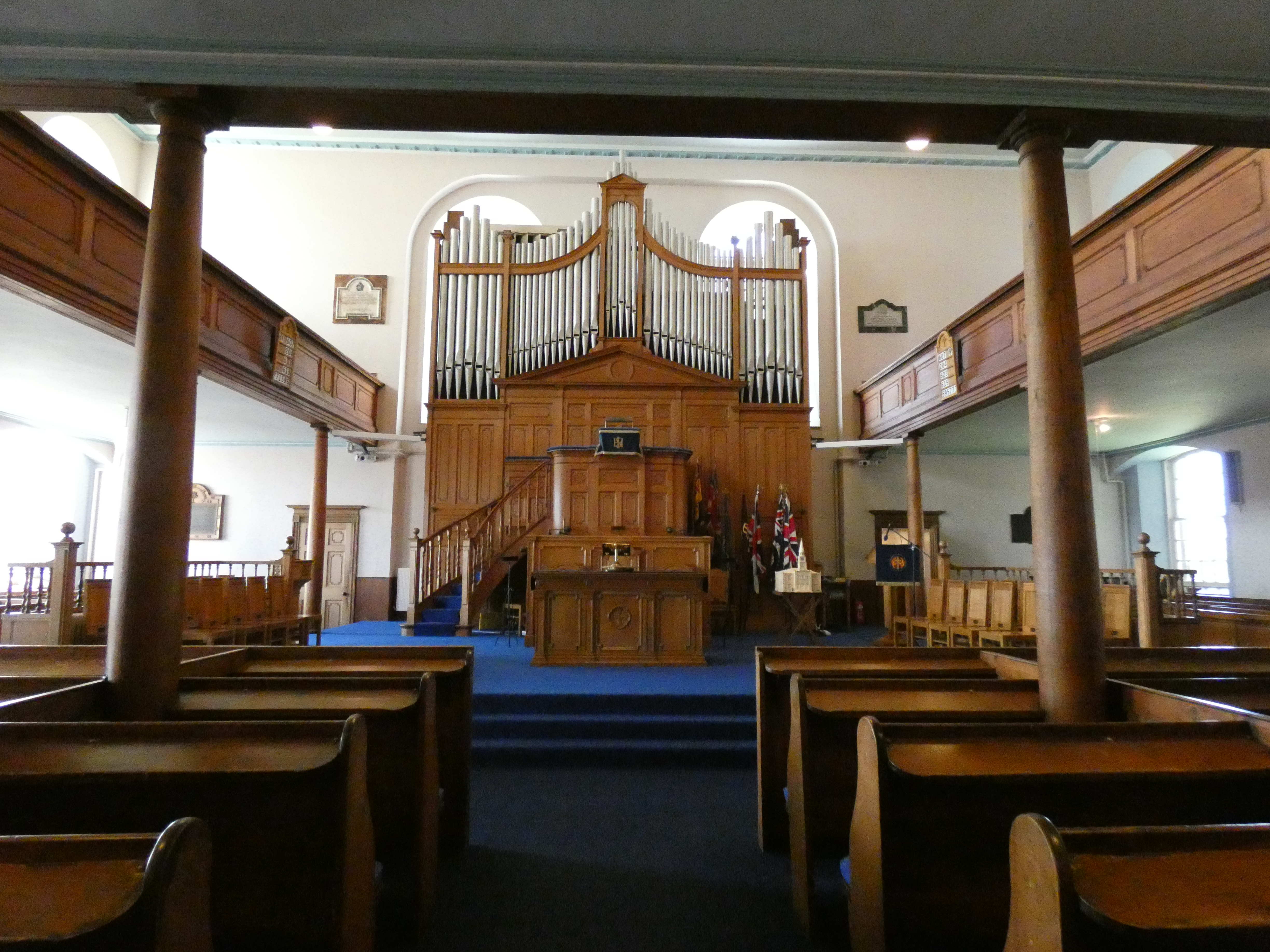
Blick in den Innenraum

Die Tarbolton Parish Church ist ein Kirchengebäude der presbyterianischen Church of Scotland in der schottischen Ortschaft Tarbolton in der Council Area South Ayrshire. 1971 wurde das Bauwerk in die schottischen Denkmallisten in der höchsten Denkmalkategorie A aufgenommen. Die Kirche ist noch als solche in Verwendung.

## Geschichte
Am Standort der heutigen Kirche existierte ein mittelalterlicher Vorgängerbau, von dem jedoch keine Überreste mehr auffindbar sind. Als im Jahre 1820 der Kirchenneubau beschlossen wurde, entschied man sich gegen einen Standortwechsel. Für den Entwurf zeichnet der schottische Architekt Robert Johnston verantwortlich. Das Gebäude entstand im Jahre 1821, wobei Gesamtkosten von rund 2500 £ entstanden. Kanzel und Orgel wurden 1907 erneuert. Um diese Zeit stürzte auch der Glockenturm ein und das Gebäude wurde überarbeitet.

## Beschreibung
Die klassizistische Tarbolton Parish Church liegt inmitten des umgebenden Friedhofs an der Cunningham Street im Zentrum von Tarbolton. Die nordexponierte Frontseite des zweistöckigen Gebäudes ist fünf Achsen weit. Mittig tritt der Eingangsbereich hervor. Er besteht aus zwei kleineren Holztüren, die eine mittlere flankieren. Nur die mittlere Türe ist mit Blendpfeilern und schlichtem Gesimse gestaltet, während alle Eingänge mit Kämpferfenstern schließen. Darüber flankieren zwei schlichte Sprossenfenster ein venezianisches Fenster. Der Gebäudeteil schließt mit dem quadratischen Glockenturm ab. Der sich stufenweise verjüngende Turm ist mit Pilastern gestaltet und schließt mit einem spitzen Helm. Die Seitenfassaden sind mit rechteckigen Sprossenfenstern im Erdgeschoss und Rundbogenfenstern im Obergeschoss gestaltet und vier Achsen weit. Das nahezu quadratische Gebäude schließt mit einem schiefergedeckten Plattformdach.